# نیکولای دوبرولیوبوف
نیکولای الکساندرویچ دوبرولیوبوف (به روسی: Никола́й Алекса́ндрович Добролю́бов) منتقد ادبی روسی، روزنامه‌نگار، شاعر و دموکرات انقلابی بود. او همچنین در نقد پیرو ویساریون بلینسکی بود.

## زندگی
او در نیژنی نووگورود به دنیا آمد. پدرش کشیش بود. در سیزده سالگی شروع به نوشتن شعر و ترجمه هوراس کرد. در سال ۱۸۵۳ به سنت پترزبورگ رفت و وارد دانشگاه شد. پس از مرگ هر دو والدینش، در سال ۱۸۵۴، مسئولیت برادران و خواهرانش را بر عهده گرفت. او به عنوان یک معلم و مترجم به منظور حمایت از خانواده و ادامه تحصیلش کار کرد. حجم سنگین کار و استرس ناشی از آن تأثیر منفی بر سلامت او گذاشت.
در طول سالهای تحصیل در دانشگاه، او یک گروه دموکراتیک زیرزمینی را سازماندهی و روزنامه دستنویس پخش و مبارزه دانشجویان علیه دولت را هدایت کرد. در سال ۱۸۵۶، دیداری با منتقد با نفوذ نیکلای چرنیشفسکی و ناشر معروف نیکولای نکراسوف داشت. او به زودی شروع به انتشار آثار خود در مجله مشهور نکراسف یعنی معاصر کرد. در سال ۱۸۵۷، پس از فارغ‌التحصیلی از دانشگاه، به عنوان رئیس بخش منتقدین در مجله معاصر استخدام شد. در طی چهار سال آینده، او چندین مقاله مهم را نوشت. یکی از آثار شناخته شده او، مقاله ای بود یا نام آبلومویسم جیست و در آن به تحلیل کتاب آبلوموف نوشته ایوان گنچاروف پرداخت.
در مه ۱۸۶۰ به توصیه دوستانش برای درمان سل به خارج از روسیه رفت.
او در ژوئیه ۱۸۶۱ به روسیه بازگشت. او در نوامبر ۱۸۶۱، در سن بیست و پنج سالگی، از بیماری سل ریوی حاد فوت کرد. وی را در نزدیکی ویساریون بلینسکی در گورستان ولکووا در سنت پترزبورگ دفن کردند.